# Jelle Goes
Jelle Goes (ur. 26 marca 1960) – holenderski trener piłkarski. Od października 2004 do czerwca 2007 roku był selekcjonerem reprezentacji Estonii. Następnie pracował w strukturach klubu CSKA Moskwa (od lipca 2007), obecnie jest trenerem drużyny młodzieżowej (U21) oraz dyrektorem technicznym szkoły piłkarskiej tego klubu.

## Kariera piłkarska
Grał w amatorskich klubach SV Huizen i GVV Veenendaal. Od 18 roku życia był jednocześnie trenerem młodzieży w Veenendaal.

## Kariera szkoleniowa
W latach 1992–1996 był selekcjonerem wojskowej reprezentacji Holandii, z którą wystąpił na mistrzostwach świata w 1995 roku. Później pracował w Holenderskim Związku Piłki Nożnej.
Do Estonii przyjechał w 2000 roku jako asystent swojego rodaka Arno Pijpersa w reprezentacji i Florze Tallinn. Cztery lata później przejął od Pijpersa stery drużyny narodowej, z którą w eliminacjach do mistrzostw świata 2006 zajął czwarte miejsce (najwyższe w historii).